# Дурини, Карло Франческо
Карло Франческо Дурини (итал. Carlo Francesco Durini; 20 января 1693, Милан, Миланское герцогство — 25 июня 1769, там же) — итальянский куриальный кардинал, папский дипломат и доктор обоих прав из знатного миланского рода Дурини. Титулярный архиепископ Родоса с 22 июня 1739 по 23 июля 1753. Апостольский нунций в Швейцарии с 12 августа 1739 по 10 января 1744. Апостольский нунций во Франции с 10 января 1744 по 23 июля 1753. Епископ-архиепископ Павии с 23 июля 1753 по 25 июня 1769. Кардинал-священник с 26 ноября 1753, с титулом церкви Санти-Куаттро-Коронати с 16 декабря 1754.
Кардиналом также был его племянник Анджело-Мария Дурини.